# نیوترالینو
در ابرتقارن، نیوترالینو یا نوترالینو (انگلیسی: Neutralino).: 71–74 : یک ذرهٔ بنیادی فرضی است. در مدل استاندارد یک حداقل مدل استاندارد اَبَرمتقارن (MSSM)، یک مدل متداول برای تحقق ابرتقارن در انرژی کم، چهار نیوترالینو وجود دارد که فرمیون هستند. آنها از نظر الکتریکی خنثی هستند که سبک‌ترین آنها در شرایط حفظ «برابری R» از MSSM پایدار است.
آنها معمولاً با این نمادها برچسب گذاری می‌شوند:
N͂0
1, 
N͂0
2, 
N͂0
3, 
N͂0
4 (سنگین‌ترین)

است٬ هرچند که گاهی هم {\displaystyle {\tilde {\chi }}_{1}^{0},\ldots ,{\tilde {\chi }}_{4}^{0}}{\tilde {\chi }}_{1}^{0},\ldots ,{\tilde {\chi }}_{4}^{0} همچنین زمانی استفاده می‌شود که {\displaystyle {\tilde {\chi }}_{ i}^{\pm }}{\tilde {\chi }}_{i}^{\pm }  برای اشاره به شارژینو استفاده می‌شود.
(در این مقاله،
C͂±
۱ برای شارژینو شماره ۱ و غیره استفاده می‌شود)
این چهار حالت ترکیبی از بینو و وینوی خنثی هستند (که گاوژینوهای الکتروضعیف خنثی هستند) و هیگزینوها خنثی هستند. از آنجایی که نیوترالینوها فرمیون‌های مایورانا هستند، هر یک از آنها با پادذرهٔ خود یکسان است.

## ریشه‌های نظریه‌های ابرتقارن
در مدل‌های ابرتقارن، همه ذرات مدل استاندارد، ذرات شریک را با اعداد کوانتومی مشابه به جز چرخش عدد کوانتومی، که با ۱۲ از ذره هم‌کار آن متفاوت است، دارند. از آنجا که شرکای اصلی زد بوزون (هیگزینوها)، فوتون (photino)و خنثی هیگز خنثی (higgsino) عدد کوانتومی یکسانی دارند، می‌توانند چهار حالت کوانتومی از عملگر جرم موسوم به نیوترالینوها را تشکیل دهند. در بسیاری از مدل‌ها، سبک‌ترین این چهار ذره سبک‌ترین ذره ابرمتقارن (lsp) هستند، هر چند که ذرات دیگر نیز ممکن است در این نقش داشته باشند.